# Баранець-велетень
Баранець-велетень (Gallinago undulata) — вид сивкоподібних птахів родини баранцевих (Scolopacidae).

## Поширення
Вид поширений у двох територіально відокремлених підвидах:
- номінальний підвид undulata трапляється у двох ізольованих областях — одна в Колумбії, а інша від Венесуели через Гаяну, Суринам і Французьку Гвіану до крайнього північного сходу Бразилії;
- підвид gigantea трапляється у східній Болівії, східному Парагваї та південно-східній Бразилії, а також, ймовірно, в Уругваї та північно-східній Аргентині.

Мешкає у високій рослинності на болотах і затоплених луках, а іноді в сухих саванах, у тропічній зоні локально до 2200 м над рівнем моря. Очевидно, він також трапляється в деградованому середовищі після вирубки лісу.